# KS Górnik Zabrze
El Górnik Zabrze és un club de futbol polonés, de la ciutat de Zabrze. Va ser fundat el 1948 i actualment juga a la primera divisió de la lliga polonesa. Zabrze era un important centre miner de carbó, d'on li ve el nom "górnik" que significa "miner".

## Història

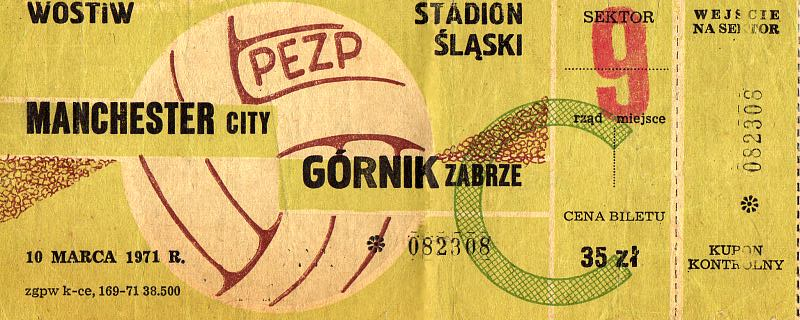
Entrada d'un partit contra el Manchester City de la Recopa 1970–71.

El Górnik Zabrze va ser un dels equips dominants del campionat polonés des de finals dels anys 50 fins a començos del 70, i va posar-li la guinda a aquesta etapa daurada arribant a la final de la Recopa al 1971; és encara l'únic equip polonés que ha arribat a una final europea. El Górnik va tenir un altre període de gran èxit nacional a la segona meitat del 80, però tot i que és encara al més alt del palmarès de l'Ekstraklasa a data de 2018 amb 14 títols (comparteix la distinció amb el Wisla Cracòvia), des de l'arribada de la democràcia al país poc després no ha aconseguit guanyar cap títol. Al 2018 va classificar-se per a les competicions internacionals per primera vegada des del 1994.
Evolució del nom:
- 1948: KS Górnik Zabrze
- 1952: ZKS Górnik Zabrze
- 1953: KS Górnik Zabrze

## Palmarès

### Tornejos nacionals
- Lliga polonesa:[1]
  - 1957, 1959, 1961, 1962-63, 1963-64, 1964-65, 1965-66, 1966-67, 1970-71, 1971-72, 1984-85, 1985-86, 1986-87, 1987-88
- Copa de Polònia:[2]
  - 1965, 1968, 1969, 1970, 1971, 1972
- Supercopa de Polònia:
  - 1988
- Copa de la Lliga:[3]
  - 1978

### Tornejos internacionals
- Subcampió de la Recopa d'Europa:
  - 1970

## Jugadors històrics
- Jerzy Brzęczek
- Jerzy Gorgoń
- Ryszard Komornicki
- Włodzimierz Lubański
- Arkadiusz Milik
- Andrzej Niedzielan
- Stanisław Oślizło
- Ernest Pol
- Radosław Sobolewski
- Zygfryd Szołtysik
- Andrzej Szarmach
- Jan Urban
- Józef Wandzik

## Trajectòria internacional
| Copa Intercontinental / Mundial de Clubs       | Copa Intercontinental / Mundial de Clubs | Copa Intercontinental / Mundial de Clubs | Copa Intercontinental / Mundial de Clubs | Copa Intercontinental / Mundial de Clubs | Copa Intercontinental / Mundial de Clubs | Copa Intercontinental / Mundial de Clubs | Copa Intercontinental / Mundial de Clubs | Copa Intercontinental / Mundial de Clubs | Copa Intercontinental / Mundial de Clubs | Copa Intercontinental / Mundial de Clubs | Copa Intercontinental / Mundial de Clubs | Copa Intercontinental / Mundial de Clubs | Copa Intercontinental / Mundial de Clubs | Copa Intercontinental / Mundial de Clubs | Copa Intercontinental / Mundial de Clubs | Copa Intercontinental / Mundial de Clubs | Copa Intercontinental / Mundial de Clubs | Copa Intercontinental / Mundial de Clubs | Copa Intercontinental / Mundial de Clubs |
| Edició                                         |                                          |                                          |                                          |                                          |                                          |                                          |                                          |                                          |                                          |                                          |                                          |                                          | Quarts                                   | Semifinals                               | Final / 3r lloc                          |                                          |                                          |                                          |                                          |
| ---------------------------------------------- | ---------------------------------------- | ---------------------------------------- | ---------------------------------------- | ---------------------------------------- | ---------------------------------------- | ---------------------------------------- | ---------------------------------------- | ---------------------------------------- | ---------------------------------------- | ---------------------------------------- | ---------------------------------------- | ---------------------------------------- | ---------------------------------------- | ---------------------------------------- | ---------------------------------------- | ---------------------------------------- | ---------------------------------------- | ---------------------------------------- | ---------------------------------------- |
|                                                |                                          |                                          |                                          |                                          |                                          |                                          |                                          |                                          |                                          |                                          |                                          |                                          |                                          |                                          |                                          |                                          |                                          |                                          |                                          |
| Supercopa d'Europa                             |                                          |                                          |                                          |                                          |                                          |                                          |                                          |                                          |                                          |                                          |                                          |                                          |                                          |                                          |                                          |                                          |                                          |                                          |                                          |
| Edició                                         |                                          |                                          |                                          |                                          |                                          |                                          |                                          |                                          |                                          |                                          |                                          |                                          |                                          |                                          | Final                                    |                                          |                                          |                                          |                                          |
|                                                |                                          |                                          |                                          |                                          |                                          |                                          |                                          |                                          |                                          |                                          |                                          |                                          |                                          |                                          |                                          |                                          |                                          |                                          |                                          |
| Copa d'Europa / Lliga de Campions              |                                          |                                          |                                          |                                          |                                          |                                          |                                          |                                          |                                          |                                          |                                          |                                          |                                          |                                          |                                          |                                          |                                          |                                          |                                          |
| Edició                                         | Fases prèvies                            | Fases prèvies                            | Fases prèvies                            | Fases prèvies                            | Fases prèvies                            | Fases prèvies                            | Fases prèvies                            | Fases prèvies                            | Fases prèvies                            | Fases prèvies                            | Setzens                                  | Vuitens                                  | Quarts                                   | Semifinals                               | Final                                    |                                          |                                          |                                          |                                          |
| 1961–62                                        |                                          |                                          |                                          |                                          |                                          |                                          |                                          |                                          |                                          |                                          | Tottenham                                |                                          |                                          |                                          |                                          |                                          |                                          |                                          |                                          |
| 1963–64                                        |                                          |                                          |                                          |                                          |                                          |                                          |                                          |                                          |                                          |                                          | Austria                                  | Dukla                                    |                                          |                                          |                                          |                                          |                                          |                                          |                                          |
| 1964–65                                        |                                          |                                          |                                          |                                          |                                          |                                          |                                          |                                          |                                          |                                          | Dukla                                    |                                          |                                          |                                          |                                          |                                          |                                          |                                          |                                          |
| 1965–66                                        |                                          |                                          |                                          |                                          |                                          |                                          |                                          |                                          |                                          |                                          | LASK                                     | Sparta                                   |                                          |                                          |                                          |                                          |                                          |                                          |                                          |
| 1966–67                                        |                                          |                                          |                                          |                                          |                                          |                                          |                                          |                                          |                                          |                                          | Vorwärts                                 | CSKA                                     |                                          |                                          |                                          |                                          |                                          |                                          |                                          |
| 1967–68                                        |                                          |                                          |                                          |                                          |                                          |                                          |                                          |                                          |                                          |                                          | Djurgården                               | Dynamo                                   | Manchester U.                            |                                          |                                          |                                          |                                          |                                          |                                          |
| 1971–72                                        |                                          |                                          |                                          |                                          |                                          |                                          |                                          |                                          |                                          |                                          | Marsella                                 |                                          |                                          |                                          |                                          |                                          |                                          |                                          |                                          |
| 1972–73                                        |                                          |                                          |                                          |                                          |                                          |                                          |                                          |                                          |                                          |                                          | Wanderers                                | Dynamo                                   |                                          |                                          |                                          |                                          |                                          |                                          |                                          |
| 1985–86                                        |                                          |                                          |                                          |                                          |                                          |                                          |                                          |                                          |                                          |                                          | Bayern                                   |                                          |                                          |                                          |                                          |                                          |                                          |                                          |                                          |
| 1986–87                                        |                                          |                                          |                                          |                                          |                                          |                                          |                                          |                                          |                                          |                                          | Anderlecht                               |                                          |                                          |                                          |                                          |                                          |                                          |                                          |                                          |
| 1987–88                                        |                                          |                                          |                                          |                                          |                                          |                                          |                                          |                                          |                                          |                                          | Olympiakos FC                            | Rangers                                  |                                          |                                          |                                          |                                          |                                          |                                          |                                          |
| 1988–89                                        |                                          |                                          |                                          |                                          |                                          |                                          |                                          |                                          |                                          |                                          | Jeunesse                                 | R. Madrid                                |                                          |                                          |                                          |                                          |                                          |                                          |                                          |
| Recopa d'Europa                                |                                          |                                          |                                          |                                          |                                          |                                          |                                          |                                          |                                          |                                          |                                          |                                          |                                          |                                          |                                          |                                          |                                          |                                          |                                          |
| Edició                                         |                                          |                                          |                                          |                                          |                                          |                                          |                                          |                                          |                                          |                                          | Setzens                                  | Vuitens                                  | Quarts                                   | Semifinals                               | Final                                    |                                          |                                          |                                          |                                          |
| 1968–69                                        |                                          |                                          |                                          |                                          |                                          |                                          |                                          |                                          |                                          |                                          | Djurgården                               | Dynamo                                   | Manchester U.                            |                                          |                                          |                                          |                                          |                                          |                                          |
| 1969–70                                        |                                          |                                          |                                          |                                          |                                          |                                          |                                          |                                          |                                          |                                          | Olympiakos FC                            | Rangers                                  | Levski                                   | AS Roma                                  | Manchester C.                            |                                          |                                          |                                          |                                          |
| 1970–71                                        |                                          |                                          |                                          |                                          |                                          |                                          |                                          |                                          |                                          |                                          | Aalborg                                  | Göztepe                                  | Manchester C.                            |                                          |                                          |                                          |                                          |                                          |                                          |
| Copa de Fires / Copa de la UEFA / Lliga Europa |                                          |                                          |                                          |                                          |                                          |                                          |                                          |                                          |                                          |                                          |                                          |                                          |                                          |                                          |                                          |                                          |                                          |                                          |                                          |
| Edició                                         | Fases prèvies                            | Fases prèvies                            | Fases prèvies                            | Fases prèvies                            | Fases prèvies                            | Fases prèvies                            | Fases prèvies                            | Fases prèvies                            | Fases prèvies                            | Fases prèvies                            | Setzens                                  | Vuitens                                  | Quarts                                   | Semifinals                               | Final                                    |                                          |                                          |                                          |                                          |
| 1974–75                                        |                                          |                                          |                                          |                                          |                                          |                                          |                                          |                                          |                                          | FK Partizan                              |                                          |                                          |                                          |                                          |                                          |                                          |                                          |                                          |                                          |
| 1977–78                                        |                                          |                                          |                                          |                                          |                                          |                                          |                                          |                                          |                                          | Haka                                     | Aston                                    |                                          |                                          |                                          |                                          |                                          |                                          |                                          |                                          |
| 1989–90                                        |                                          |                                          |                                          |                                          |                                          |                                          |                                          |                                          |                                          | Juventus FC                              |                                          |                                          |                                          |                                          |                                          |                                          |                                          |                                          |                                          |
| 1991–92                                        |                                          |                                          |                                          |                                          |                                          |                                          |                                          |                                          |                                          | Hamburg                                  |                                          |                                          |                                          |                                          |                                          |                                          |                                          |                                          |                                          |
| 1994–95                                        |                                          |                                          |                                          |                                          |                                          |                                          |                                          |                                          |                                          | Rovers                                   | Admira                                   |                                          |                                          |                                          |                                          |                                          |                                          |                                          |                                          |
| 2018–19                                        |                                          |                                          |                                          |                                          |                                          | Zaria                                    | Trenčín                                  | 2 rondes                                 | 2 rondes                                 |                                          |                                          |                                          |                                          |                                          |                                          |                                          |                                          |                                          |                                          |